# DB-Baureihe ET 27
Die Triebzüge der Baureihe ET 27 (ab 1968 Baureihe 427) der Deutschen Bundesbahn, wurden für Nahschnellverkehrszüge in Ballungsräumen konzipiert. Sie bestanden aus je zwei Trieb- und einem Mittelwagen ohne Antrieb. Die Züge führten die erste und zweite Wagenklasse und verfügten über einen Gepäckraum.

## Geschichte

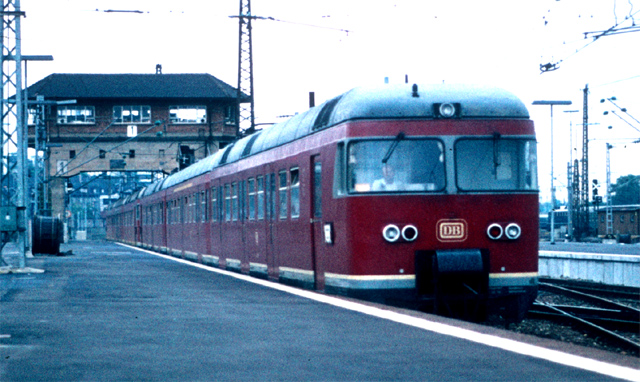
427 in roter Lackierung, Stuttgart 1974

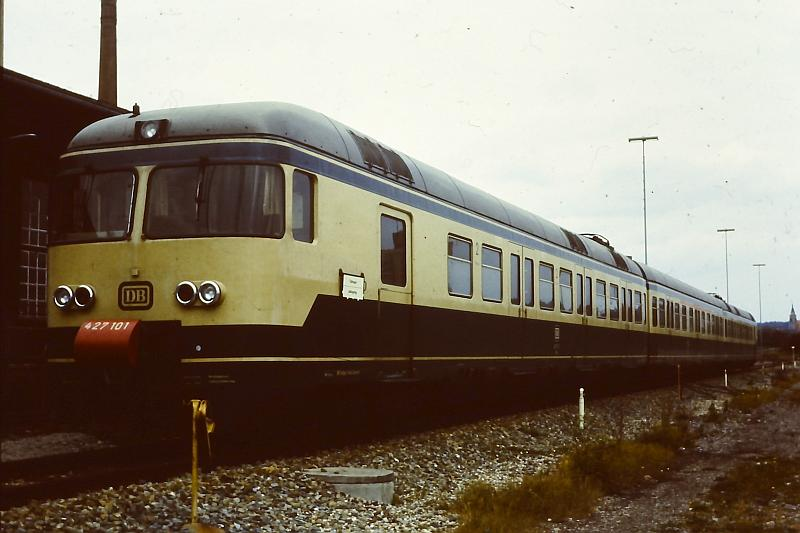
427 101 abgestellt im Bw Tübingen, 1983

Die Deutsche Bundesbahn stellte 1963 fünf Einheiten in Dienst. Im Alltag konnten sich diese Triebzüge aufgrund des schwachen Trafos und der geringen Antriebsleistung, die durch den niedrigen Fahrzeugboden von 905 Millimetern bedingt war, nicht bewähren. Damals waren bei der Bundesbahn Bahnsteige mit einer Höhe von 380 mm üblich. Nur wenige Bahnsteige wiesen bereits 550 oder 760 mm Höhe auf. Unausgereift war auch die Bedienung der Türen: Weit entfernt von der bequemen Betätigung heutiger Wagentüren per Knopfdruck waren die Türen der ET 27 von vielen Fahrgästen nur mit Hilfe Mitreisender oder des Zugpersonals zu öffnen.
Die ET 27 waren ausschließlich im Stuttgarter Vorortverkehr im Einsatz, so z. B. auf den Strecken nach Böblingen und nach Ulm/Neu-Ulm. In den 1980er Jahren war der Abschnitt Plochingen–Göppingen–Geislingen (Steige) Einsatzschwerpunkt. Stationiert waren die Triebzüge in Esslingen und später in Tübingen.
1968 erhielten sie die EDV-gerechten Stammnummern 427 für die End- und 827 für die Mittelwagen. Bei der letzten Hauptuntersuchung im Ausbesserungswerk Cannstatt wurde die Lackierung von Purpurrot in Ozeanblau-Beige geändert.

### Bedeutung
Die Einheiten der Baureihe ET 27 gelten als frühe Prototypen der S-Bahn-Baureihe 420, was an der Aufteilung des Innenraums mit jeweils drei Einstiegsräumen und einigen gestalterischen Details wie den gewölbten Frontfenstern deutlich wird. Die Betriebserfahrungen aus den bestehenden S-Bahn-Netzen (Hamburg und Berlin) führten dazu, die neuen S-Bahn-Züge der Baureihe 420 mit einer Thyristorsteuerung und für Bahnsteighöhen von 76 bzw. 96 Zentimetern zu entwickeln.

### Verbleib
Am 31. Dezember 1984 befanden sich noch vier Züge im Bestand des Bw Tübingen (427 101, 102, 104 und 105). 1985 wurden die Triebzüge ausgemustert. Danach waren sie noch einige Zeit im Bw Tübingen abgestellt, ehe drei davon verschrottet wurden.
Die Einheit 427 105 wurde von einem Eisenbahnhändler erworben, der diese an die BLS Lötschbergbahn verkaufen wollte. Wegen des schlechten Zustandes – darunter die undichten Frontfenster – kam der Handel jedoch nicht zustande. Das Fahrzeug wurde in der Schweiz von Eisenbahnfreunden entdeckt. Der Triebzug war längere Zeit in Stuttgart in einer Halle des ehemaligen Postbahnhofs nicht öffentlich zugänglich hinterstellt. Bei der Räumung der Hallen für den Bau von Stuttgart 21 im Frühjahr 2024 wurden sie zur Schienenverkehrsgesellschaft nach Horb überführt. Mit einer betriebsfähigen Aufarbeitung ist jedoch nicht zu rechnen.